# Cambio 21
Cambio 21 es un periódico chileno creado en 2008 como diario digital, y editado como semanario impreso desde el 9 de marzo de 2011.

## Edición impresa
Tras casi tres años de aparición exclusiva en Internet, el 9 de marzo de 2011 apareció la versión impresa de Cambio 21, editada de forma semanal. El lanzamiento del medio escrito se realizó en la Confitería Torres.
El semanario Cambio 21 es impreso y distribuido por Copesa. Su director editorial es Juan Carvajal, exdirector de la Secretaría de Comunicaciones de La Moneda durante el gobierno de Michelle Bachelet, y el comité editorial está compuesto por Jimena Tricallota, Malucha Pinto, Laura Albornoz, Juan Pablo Hermosilla, Claudio Arriagada,, Jorge Pizarro, Mario Papi, Ricardo Solari y Alfredo Ugarte.